# Српска православна црква Светих Арханђела Михаила и Гаврила у Брестачу
Српска православна црква Светих Арханђела Михаила и Гаврила у Брестачу је подигнута 1792. године и представља споменик културе од великог значаја.

## Изглед
Село Брестач је у Срему, негде на средокраћи између Сремске Митровице и Београда, а црква је једнобродна грађевина са певничким нишама, споља петостране а изнутра полукружне апсиде на источној и високим звоником на западној страни. Фасаде су хоризонтално рашчлањене соклом у најнижој зони и профилисаним кровним венцем, док је вертикална подела изведена двоструким пиластрима без украса. Прозори – по три на јужној, источној и северној фасади – имају допрозорнике решене по узору на пиластре. Улазни портал, над којим је ниша са иконом патрона, је на јужној страни.
Звоник је првобитно имао лучне пролазе у приземном делу, касније зазидане на северу и југу, са прозорима који су на првом спрату округли, а на другом полукружно завршени и са по једним округлим прозором у нивоу профилисаног кровног венца. Звоник је завршен торњем са јабуком, а на његовој јужној страни уклесана је година зидања 1792. Главни сликани украс налази се на иконостасу, чију је дрворезбарену конструкцију извео Павле Бошњаковић 1822. године, ученик познатог мајстора Марка Вујатовића. Коришћени класицистички мотиви су најчешће биљни, са употребом полихромних решења. Иконостас, архијерејски престо и зидне слике извео је земунски сликар Константин Лекић 1834. године, а позлатарске радове Димитрије Лазаревић.